# Julo Grande
Julo Grande ist eine Ortschaft im Departamento Potosí im südamerikanischen Andenstaat Bolivien.

## Lage im Nahraum
Julo Grande liegt im nördlichen Teil der Provinz Charcas und ist zentraler Ort im Cantón Julo Grande im Municipio Toro Toro. Die Ortschaft liegt auf einer Höhe von 2014 m an der Mündung des Río Garrespata in den Río Caine, der flussabwärts den Namen Río Grande trägt.

## Geographie
Julo Grande liegt zwischen den beiden Anden-Gebirgskette der Cordillera Central und Cordillera Oriental.
Das Klima ist wegen der Höhenlage angenehm ausgeglichen, jedoch über weite Teile des Jahres sehr trocken. Die mittlere Durchschnittstemperatur der Region liegt bei etwa 18 °C (siehe Klimadiagramm Toro Toro), die Monatsmittel schwanken nur unwesentlich zwischen 14,5 °C im Juli und 20 °C von November bis Januar. Der Jahresniederschlag beträgt etwa 560 mm, bei einer deutlich ausgeprägten Trockenzeit von April bis Oktober mit Monatsniederschlägen unter 25 mm, und einer Feuchtezeit von Dezember bis Februar mit deutlich über 100 mm Monatsniederschlag.

## Verkehrsnetz
Julo Grande liegt in einer Luftlinienentfernung von 170 Kilometern nördlich von Potosí, der Hauptstadt des Departamentos, und ist von dort über die Nationalstraßen Ruta 5 (Potosí-Sucre) und Ruta 6 (Sucre-Uncía) und Nebenstraßen auf mehr als 600 Kilometern zu erreichen.
Die Ortschaft ist verkehrsmäßig am direktesten mit der Region Cochabamba verbunden, auf einer Nebenstrecke, die nach Toro Toro führt.

## Bevölkerung
Die Einwohnerzahl der Ortschaft ist in dem Jahrzehnt zwischen den beiden letzten Volkszählungen um mehr als ein Drittel zurückgegangen:
| Jahr | Einwohner         | Quelle       |
| ---- | ----------------- | ------------ |
| 1992 | keine Detaildaten | Volkszählung |
| 2001 | 278               | Volkszählung |
| 2012 | 200               | Volkszählung |
| 2024 |                   | Volkszählung |

Die Region weist einen deutlichen Anteil an Quechua-Bevölkerung auf, im Municipio Toro Toro sprechen 99,1 Prozent der Bevölkerung Quechua.